# Kurtistown
Kurtistown es un lugar designado por el censo ubicado en el condado de Hawái en el estado estadounidense de Hawái. En el año 2000 tenía una población de 1.157 habitantes y una densidad poblacional de 76.9 personas por km².

## Geografía
Kurtistown se encuentra ubicado en las coordenadas 9°35′26″N 155°4′13″O / 9.59056, -155.07028. Según la Oficina del Censo, la localidad tiene un área total de 15 km² (5,8 mi²), de la cual 15 km² (5,8 mi²) es tierra y 0 km² (0 mi²) (0%) es agua.

## Demografía
Según la Oficina del Censo en 2000 los ingresos medios por hogar en la localidad eran de $46.012, y los ingresos medios por familia eran $51.176. Los hombres tenían unos ingresos medios de $35.000 frente a los $26.875 para las mujeres. La renta per cápita para la localidad era de $16.528. Alrededor del 6.5% de las familias y del 8.4% de la población estaban por debajo del umbral de pobreza.